# 埃琳娜·伊帕拉吉雷
埃琳娜·阿尔贝蒂娜·伊帕拉吉雷·雷沃雷多 （西班牙語：Elena Albertina Iparraguirre Revoredo；1947年9月14日—），又称“米利亚姆”，是秘鲁共产党 (光辉道路)的前成员。

## 生平
伊帕拉吉雷是秘鲁共产党的一位重要女性，在1988年奥古斯塔·拉·托雷去世后接替她的位置成为党的二号人物。
1989年起与贡萨罗主席结婚，2010年正式成为“合法婚姻”，2014年出版著作《阿维马埃尔·古斯曼与埃琳娜·伊帕拉吉雷回忆录——复仇女神的记忆》讲述了他们二人的经历。该书汇编了战前《人民之声报》上贡萨罗主席的文章的摘录，在其序言中，米利亚姆自己把她的立场说得模棱两可，仿佛那就是贡萨罗主席的立场。
1992年伊帕拉吉雷以及贡萨罗在利马被捕，随后在秘密军事审判中被判处无期徒刑。2004年她在民事审判中重新受审，但诉讼以无效审判告终。2006年第三次审判中，贡萨罗和伊帕拉吉雷双双维持原判。
2021年9月11日贡萨罗(Abimael Guzmán)去世后，根据第326-21号尸检规定，埃琳娜·伊帕拉吉雷 (Elena Iparraguirre) 因双侧肺炎和从乔里约斯 (Chorrillos) 法蒂玛圣母监狱要求打电话联系贡萨罗主席而被转移到最高安全级别的监狱。在得知丈夫去世后，正在服无期徒刑的埃琳娜·伊帕拉吉雷 (Elena Iparraguirre) 埃琳娜·伊帕拉吉雷被单独监禁，并因“违反安全和监狱规定”而开始接受纪律处分。